# بيربز (غيفان)
بيربز (بالفارسية: پیربز) هي قرية تقع في إيران في قسم غیفان الريفي. يقدر عدد سكانها بـ 1,032 نسمة .